# كوفيا إبرية
كوفيا إبرية (الاسم العلمي: Cuphea acicularis) هي نوع نباتي يتبع جنس الكوفيا من الفصيلة الخثرية.  